# 华杉螽属
华杉螽属（学名：Sinothaumaspis）为螽斯科的一个属。

## 下属物种
本属包括以下物种：
- 大明山华杉螽 Sinothaumaspis damingshanicus Wang, Liu & Li, 2015